# Yoshida Tomohisa
Tomohisa Yoshida (sinh ngày 27 tháng 5 năm 1984) là một cầu thủ bóng đá người Nhật Bản.

## Sự nghiệp câu lạc bộ
Tomohisa Yoshida đã từng chơi cho Oita Trinita, Ehime FC, Mito HollyHock, Zweigen Kanazawa, FC Machida Zelvia, Fukushima United FC và Nara Club.